# Elisabeth López Valledor
Elisabeth López Valledor (nacida en París, el 27 de enero de 1975) es una exjugadora española de balonmano que jugó en el Balonmano Sagunto y en la selección española. Compitió en los Juegos Olímpicos de Verano 2004 en Atenas, donde la selección española alcanzó los cuartos de final. Actualmente es profesora de educación física en el CEIP Jaime Balmes de Valencia.
En muchas noticias de la época se recoge su nombre como Elizabeth y no Elisabeth.
Elisabeth López nació en París, donde sus padres habían emigrado en busca de trabajo. y regresó a España con 10 años, a Asturias, la comunidad de sus padres. Medalla de bronce al mérito Deportivo de la Federación Española de Balonmano, Insignia de Bronce, Plata y Oro de la Federación de Balonmano del Principado de Asturias, además otras muchas distinciones nacionales y un total de 9 títulos nacionales e internacionales

## Carrera
Eli López desarrolló casi toda su carrera en su deporte en los equipos valencianos de su época, donde compitió durante n temporadas, siempre en la máxima categoría nacional.
De vuelta desde Francia a España, empezó a jugar como portera en su colegio, el Manuel Rubio de Gijón de donde fue fichada por el Balonmano Gijón para formarse desde infantiles hasta juveniles. Allí despuntó tanto que ganó el premio a la mejor jugadora infantil, cadete y juvenil. Su primer año como júnior fichó por el Balonmano Mar Valencia y, posteriormente, con el cambio de ciudad y de nomenclatura jugó bajo el escudo del Balonmano Mar Sagunto, con el que disputó un total de 16 temporadas en la élite hasta el año 2009.
En sus vitrinas lucen un total de 4 Ligas, 3 Copas de la Reina, 1 Supercopa de Europa y 1 Recopa de Europa.
Se retiró tras una lesión de cadera en el 2009.

### Trayectoria
- Balonmano Gijón: 1989 - 1993
- Balonmano Mar Valencia: 1993 - 2004
- Balonmano Mar Sagunto: 2004 - 2009

## Selección nacional
Una de las jugadoras españolas con más convocatorias con la selección nacional (171 llamadas con el combinado nacional) la colocan como la número 15 en el ranking de seleccionadas. Debutó ante la selección ucraniana en un partido de clasificación del campeonato del Mundo.
Durante los Juegos Olímpicos de Atenas escribió un diario donde fue reflejando todas sus vivencias como primera jugadora de balonmano asturiana en acudir a unos Juegos. Ganada la plaza en un brillante 5.º puesto durante el Campeonato del Mundo del 2003 (la mejor clasificación hasta la fecha) tras ganar a Noruega en un partido a vida o muerte (y una carambola donde Austria se impuso a Serbia, y Francia hizo lo propio con Rusia), cumplió su sueño infantil de asistir a unos Juegos, donde compartió portería con otra histórica, la guardameta Maru Sánchez y consiguió un diploma olímpico por su clasificación en sexta posición.
Compitió también en los Juegos del Mediterráneo de Almería 2005, donde se colgó una brillante medalla de oro y en los de Túnez 2001, donde fue medalla de plata.
Su despedida del combinado nacional fue bastante abrupta, en 2006, tras un desencuentro con el por entonces presidente López Ricondo donde Eli se enfrentó a la Federación con una serie de reclamaciones para mejorar la situación de las jugadoras. Su último partido fue contra Croacia en un amistoso el 9 de abril del 2006